# Урош Ушћебрка
Урош Ушћебрка (Београд, 3. август 1971) српски је и мексички вајар и универзитетски професор. Његова дела су трајно јавно изложена широм Мексика, а биографија увршћена у „Речник мексичких вајара XX века”.

## Биографија
Урош Ушћебрка је рођен у Београду, где је 1995. године дипломирао на Факултету примењених уметности Универзитета уметности, са фокусом на примењену скулптуру, у класи професора Мирољуба Стаменковића. На његово образовање је утицао и професор Милун Видић. У Бреши је 1997. специјализовао камену скулптуру великог формата, а од 1997. до 1998. радио је у Центру за конзервацију и рестаурацију Народног музеја у Караташу код Кладова. Као стипендиста Министарства спољних послова Мескика, отишао је у ту земљу 1999. ради даљег школовања. Непланирано, у Мексику је почео његов нарочит професионални узлет. Већ те 1999. Ушћебркина скулптура „Мртва цивилизација” постављена је у парку у Халапи, престоници савезне државе Веракруз, граду у којем и данас живи. У њему је магистрирао и почео да се бави педагошким радом: постао је професор, а онда и шеф одсека за тродимензионалну продукцију на Факултету ликовних уметности Универзитета у Веракрузу. До 2004. се усавршавао на пољу рестаурације архитектуре и културних добара.
Излагао је широм света, самостално и групно, и учествовао на међународним стручним скуповима – у Србији, Мексику, Румунији, Шпанији, Португалији, САД, Јужној Кореји... – и интернационалне комисије су више пута наградиле његов рад. Данас се његова бројна дела налазе у приватним колекцијама и на јавним површинама у Мексику, док он предано ради на развијању постојећих и успостављању нових културних веза између Србије и Мексика довођењем мексичких уметника у Србију и излагањем њихових дела у српским галеријама.
Скулптура „Покрет” Уроша Ушћебрке део је збирке Народног музеја Србије. Члан је Удружења ликовних уметника Србије и Националног система уметничких стваралаца Мексика (шп. Sistema Nacional de Creadores de Arte).
Биографија му је увршћена у „Речник мексичких вајара XX века” Лили Каснер, „Збирци југословенске скулптуре Народног музеја у Београду” Вере Б. Грујић и „Енциклопедији националне дијаспоре” Ивана Калаузовића.
Урош Ушћебрка говори пет језика: шпански, француски, италијански, португалски и енглески.
У Халапи живи са супругом Миленом Милошевић, која је такође вајар и професор на факултету, и ћерком Саром Соћил Ушћебрка Милошевић.

## Одабране награде и признања
- Стипендија Министарства спољних послова Мексика (Халапа, 1999)
- Стипендија „PROMEP” Министарства образовања Мексика (Халапа, 2005)
- Гран-при на Међународној изложби „Уметност у минијатури” (Мајданпек, 2012)
- Победник конкурса Центра за научну културу „COECyT” са радом „Квантна галерија” (Салтиљо, 2021)